# Beatrice Fihn
Beatrice Fihn (Göteborg, 17 november 1982) is een Zweedse jurist. Sinds 1 juli 2015 is zij directeur van de International Campaign to Abolish Nuclear Weapons. De ICAN kreeg in 2017 de Nobelprijs voor de Vrede.

## Biografie
Beatrice Fihn studeerde internationale betrekkingen aan de Universiteit van Stockholm en behaalde in 2008 een bachelordiploma. Ze deed een stage bij de Women's International League for Peace and Freedom, welke organisatie zij vertegenwoordigde in ICAN. Ook was zij betrokken bij het werk van de United Nations Capital Development Fund en de United Nations Human Rights Council.
Ze werkte bij een bank, Diamond Capital, in Genève en behaalde haar Master of Laws in internationaal recht aan het University College in Londen.
Zij was leidinggevende bij Reaching Critical Will en bij het Centre for Security Policy in Genève.
Bij de ICAN leidt zij in 2017 de campagne die gevoerd wordt door ongeveer 470 niet-gouvernementele organisaties die samenwerken richting een internationaal verdrag voor het uitbannen van kernwapens. In september 2017 hebben al 120 landen, lidstaten van de VN, dit verdrag goedgekeurd.

## Publicaties (selectie)
- The World Faces a Historic Opportunity to Ban Nuclear Weapons, maart 2017[7]
- ICAN's mission: Achieving a prohibition on nuclear weapons, oktober 2017[8]
- Unspeakable Suffering: The Humanitarian Impact of Nuclear Weapons (editor), 2013[9]
- Humanitarian perspectives and the campaign for an international ban on nuclear weapons (met Magnus Løvold, Beatrice Fihn, Thomas Nash), 2013[10]